# Nassersee
Der Nassersee (arabisch بحيرة ناصر, DMG Buḥairat Nāṣir), benannt nach dem ehemaligen ägyptischen Präsidenten Gamal Abdel Nasser, ist der in Ägypten durch den Staudamm as-Sadd al-ʿĀlī (السدّ العالي, auch als Assuan-Hochdamm bekannt) im Niltal entstandene Stausee, der südlich von Assuan liegt. Ein Teil des Sees befindet sich im Sudan, bei Wadi Halfa, wo er Nubia-See heißt.
Der See ist insgesamt etwa 500 km lang, wovon 350 km auf den Nassersee und 150 km auf den Nubiasee entfallen. Er ist zwischen 5 und 35 km breit und enthält etwa 165 km³ Wasser.

## Geschichte und Beschreibung
Der Stausee wurde angelegt, um extreme Niedrigwasserperioden ausgleichen zu können, wie sie im statistischen Mittel einmal alle hundert Jahre vorkommen, und die damit verbundenen Ernteausfälle zu verhindern.
Das Volumen des von der älteren Assuan-Staumauer gebildeten Sees reichte kaum aus, um die Bewässerung der ägyptischen Landwirtschaft während der regelmäßigen Niedrigwasserperiode des jeweiligen Jahres aufrechtzuerhalten. Bereits eine besonders niedrige Nilflut hätte zu großen Ernteausfällen geführt. Zwei oder gar mehrere Jahre mit niedrigen Wasserständen – Ereignisse, die seit pharaonischen Zeiten immer wieder vorkamen – hätten zu katastrophalen Folgen für die Landwirtschaft und die Bevölkerung Ägyptens geführt.
Harold Edwin Hurst ermittelte das notwendige Stauvolumen mit 37 km³ für die Bewässerung während der jahreszeitlichen Schwankungen, 90 km³ zum Ausgleich von  mehrjährigen extremen Trockenzeiten (Century Storage) und zusätzliche 30 km³, die absehbar durch den Eintrag von Sedimenten wieder verloren gehen würden. Später wurde das Gesamtvolumen um weitere 6 km³ auf insgesamt 163 km³ erweitert.
Bereits Muhammad Ali Pascha (1805–1848 Vizekönig von Ägypten) hatte damit begonnen, die Bewässerungsmethoden am Nil von der traditionellen saisonalen Bewässerung in Überschwemmungsbassins auf ganzjährige Kanalbewässerung umzustellen, um dadurch mehrere Ernten pro Jahr zu ermöglichen. Der regelmäßige Eintrag des Nilschlamms verlor im immer weiter ausgebauten System der Bewässerungskanäle an Bedeutung. Man nahm bei der Konzeption des Nassersees in Kauf, dass sich der Nilschlamm im See absetzen würde und die Bauern vermehrt Mineraldünger einsetzen müssten.

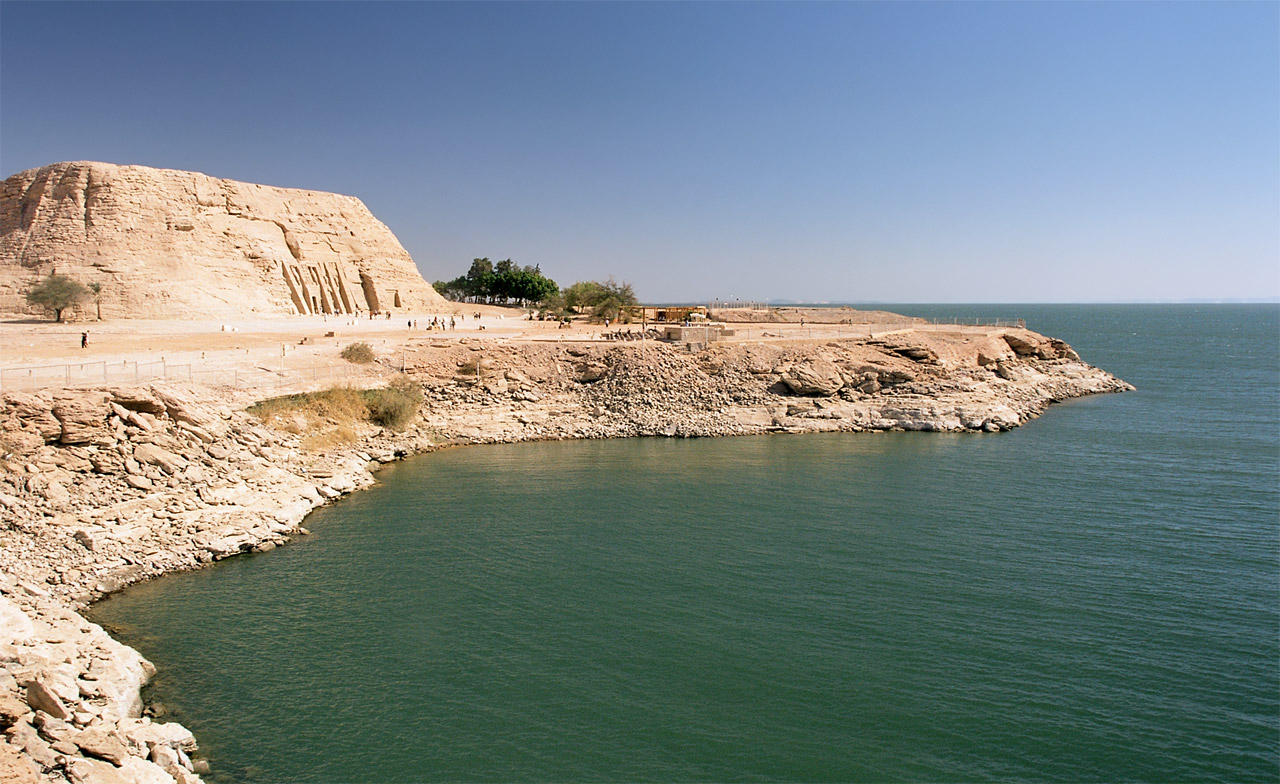
Tempelanlagen von Abu Simbel am Westufer des Sees

Die Füllung des Stausees begann 1964; bis 1976 hatte der See den vorgesehenen Wasserstand erreicht. Während der extremen Dürre von 1984 bis 1985 konnte ein Abfluss von mehr als 53 km³ pro Jahr aufrechterhalten werden. Auch die hohe Flut von 1988 konnte ohne Schäden abgefangen werden.
Vor der Überflutung wurden ab 1959 (Rettungskampagnen mehrerer Länder unter Federführung der UNESCO) einige berühmte antike Baudenkmäler (z. B. „Abu Simbel“) abgetragen und an höhergelegenen Orten neu errichtet. Andere weniger bedeutende Ruinenstätten mit Bauwerken aus altägyptischer bis mittelalterlich-christlicher Zeit wurden teilweise freigelegt, vermessen und Kleinfunde wurden geborgen, bevor die Bauwerke selbst unter Wasser verschwanden.
Es wird vermutet, dass sich aufgrund der im See verbleibenden Sedimente das Nildelta nicht mehr weiter ins Meer hinaus ausdehnt, sondern durch Brandung und Strömungen abgetragen wird. Andererseits hat das Delta seine äußere Form schon seit der Antike nicht mehr wesentlich geändert.
Wenn eine Überfüllung des Nassersees droht, wird Wasser durch einen Wadi zur Toshka-Senke abgeleitet. In der Nähe dieses Wadis entstand im Rahmen des Toshka-Projekts eine gigantische Pumpstation, um landwirtschaftlich genutzte Flächen in der Senke westlich des Nils mit Wasser aus dem Nassersee zu versorgen.